# Anthophora curta
Anthophora curta es una especie de abeja del género Anthophora, familia Apidae. Fue descrita por Provancher en 1895.
Se alimenta de Asteraceae y otras familias. Es nativa del centro de los Estados Unidos y México.